# Піксвілл (Вісконсин)
Піксвілл (англ. Peeksville) — місто (англ. town) в США, в окрузі Ешленд штату Вісконсин. Населення — 137 осіб (2020).

## Демографія
Згідно з переписом 2010 року, у місті мешкала 141 особа в 66 домогосподарствах у складі 49 родин. Було 145 помешкань
Расовий склад населення:
| - 98,6 % — білих |

До двох чи більше рас належало 1,4 %. Частка іспаномовних становила 0,0 % від усіх жителів.
За віковим діапазоном населення розподілялося таким чином: 11,3 % — особи молодші 18 років, 70,3 % — особи у віці 18—64 років, 18,4 % — особи у віці 65 років та старші. Медіана віку мешканця становила 54,7 року. На 100 осіб жіночої статі у місті припадало 113,6 чоловіків;  на 100 жінок у віці від 18 років та старших — 119,3 чоловіків також старших 18 років.
Середній дохід на одне домашнє господарство  становив 57 766 доларів США (медіана — 49 286), а середній дохід на одну сім'ю — 67 703 долари (медіана — 56 250). Медіана доходів становила 37 222 долари для чоловіків та 36 875 доларів для жінок. За межею бідності перебувало 10,3 % осіб, у тому числі 10,5 % дітей у віці до 18 років та 11,8 % осіб у віці 65 років та старших.
Цивільне працевлаштоване населення становило 86 осіб. Основні галузі зайнятості: освіта, охорона здоров'я та соціальна допомога — 29,1 %, виробництво — 23,3 %, роздрібна торгівля — 12,8 %, науковці, спеціалісти, менеджери — 9,3 %.